# Liga del Sur (Francia)
La Liga del Sur (francés: Ligue du Sud; LS) es un partido político de extrema derecha en Francia, fundado por Jacques Bompard con exmiembros del Frente Nacional en 2010. El partido es establecido en Provenza-Alpes-Costa Azul, en particular en el departamento de Vaucluse. Orange, la segunda comuna más poblada del departamento, así como Bollène, Camaret-sur-Aigues y Piolenc, todos tienen alcaldes de la Liga del Sur. Actualmente tiene un representante en la Asamblea Nacional: Marie-France Lorho, que se sienta en el cuarto distrito electoral de Vaucluse.

## Historia
Después de las tensiones internas con la dirección del Frente Nacional (FN), un grupo de políticos de Provenza, incluidos Marie-France Stirbois, Jacques Bompard y Patrick Louis, se separaron del FN en 2005 para unirse al Movimiento por Francia (MPF).  Stirbois murió en abril de 2006 de cáncer. La asociación L'Esprit Public de Bompard, que había estado involucrada en la organización de conferencias desde 2003, acogió en agosto de 2008 una conferencia del partido con oradores de varios grupos de extrema derecha como Bernard Antony (AGRIF), Nicolas Bay (MNR), Jacques Cordonnier (Alsacia de Abord), Philippe Vardon (Nissa Rebela), Laurent Gouteron ( Bloc Identitaire ) o Jeanne Smits ( Présent ).
El 29 de enero de 2010, la Liga del Sur (LS) fue declarada oficialmente al Journal Officiel; la lista de LS (Front Régional-Nissa Rebela- PDF - MNR) ganó el 2,69% de los votos en las elecciones regionales de 2010. El 23 de junio siguiente se nombró a un ejecutivo del partido.
En las elecciones legislativas de 2012, el presidente del partido, Jacques Bompard, fue elegido miembro del Parlamento. En las elecciones municipales de 2014, Bompard fue reelegido alcalde de Orange; su esposa Marie-Claude Bompard fue reelegida en Bollène; Louis Driey fue reelegido en Piolenc. Camaret-sur-Aigues eligió al candidato de LS Philippe de Beauregard.

## Ideología
El líder del partido y miembro de la Asamblea Nacional, Jacques Bompard, apoya la teoría del gran reemplazo y ha llamado prioritario luchar contra él.